# 坳南乡
坳南乡，是中华人民共和国江西省吉安市永新县下辖的一个乡镇级行政单位。

## 行政区划
坳南乡下辖以下地区：
坳南村、牛田村、公益村和江口村。